# ウーベ・カゲルマン
ウーベ・カゲルマン（ドイツ語: Uwe Kagelmann, 1950年9月6日 - ）は、東ドイツ出身の男性フィギュアスケート選手(ペア)。パートナーはマヌエラ・グロス。
1972年札幌オリンピック、1976年インスブルックオリンピック銅メダリスト。

## 経歴
- 1972年札幌オリンピックに東ドイツ代表として出場し銅メダルを獲得。
- 1973年、1975年世界フィギュアスケート選手権3位。
- 1976年インスブルックオリンピックで2大会連続となる銅メダルを獲得。のちに引退。
- 現在はオーストリアでコーチとして活動している。

## 主な戦績
| 大会/年        | 1968-69 | 1969-70 | 1970-71 | 1971-72 | 1972-73 | 1973-74 | 1974-75 | 1975-76 |
| -------------- | ------- | ------- | ------- | ------- | ------- | ------- | ------- | ------- |
| オリンピック   |         |         |         | 3       |         |         |         | 3       |
| 世界選手権     |         | 7       | 4       | 4       | 3       | 4       | 3       | 4       |
| 欧州選手権     | 7       | 7       | 4       | 3       | 4       | 4       | 3       | 4       |
| 東ドイツ選手権 | 2       | 2       | 1       | 1       |         | 1       | 2       | 2       |